# Victor Barbizet
Pour les articles homonymes, voir Barbizet.
Jean Baptiste Victor Barbizet (1808-1884), communément appelé Victor Barbizet est un céramiste français. Il est le fondateur de l'« École parisienne » qui s'inscrit dans le mouvement des néo-palisséens du XIXe siècle.
Négociant dijonnais, il installe son atelier à Paris en 1850, où il produit toujours des céramiques dans le goût de Palissy. En 1858, il obtient la médaille d'or de céramique à Dijon. Ses productions se caractérisent par un fond bleu intense. Il a un fils, Claude-Achille Barbizet, avec lequel il a obtenu certains prix.